# Crossmichael Parish Church

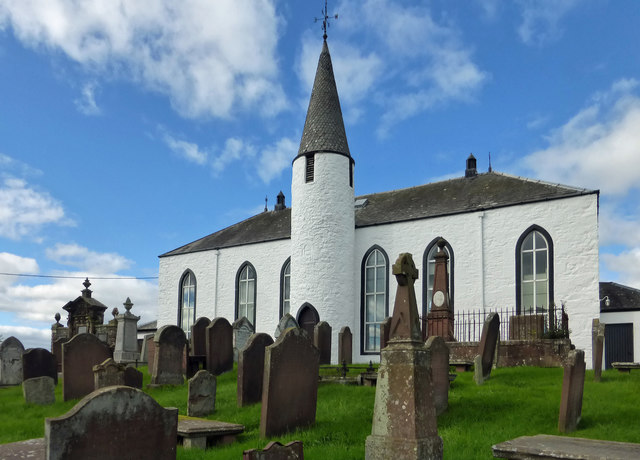
Crossmichael Parish Church

Die Crossmichael Parish Church ist ein Kirchengebäude der presbyterianischen Church of Scotland in der schottischen Ortschaft Crossmichael in der Council Area Dumfries and Galloway. 1971 wurde das Bauwerk in die schottischen Denkmallisten in der höchsten Denkmalkategorie A aufgenommen. Das vor der Kirche gelegene Gordon Memorial ist des Weiteren als Einzeldenkmal der Kategorie A klassifiziert. Beide Denkmäler zusammen bilden außerdem ein Denkmalensemble der Kategorie A.

## Geschichte
Die früheste Erwähnung einer Kirche an diesem Standort stammt aus dem Jahre 1164. Mit der Errichtung der Sweetheart Abbey wurde der Parish 1274 der Abtei zugeschlagen. Unter Jakob I. wurden die Ländereien 1611 zugunsten der Krone enteignet. Das heutige Kirchengebäude entstand im Jahre 1751 und ist wie sein Vorgängergebäude dem Heiligen Michael gewidmet. In den 1780er Jahren wurde es instand gesetzt und erweitert. Die Sakristei wurde 1965 hinzugefügt. Vor der Kirche war lange ein Kreuz aufgestellt. Dieses bildete den Mittelpunkt eines jährlich abgehaltenen Michaelisfestes.

## Beschreibung
Die Kirche liegt an der Hauptstraße (A713) am Nordrand von Crossmichael. Das Gebäude weist einen T-förmigen Grundriss auf. Mittig tritt ein runder Glockenturm hervor. Runde Glockentürme sind in Schottland sehr selten und nur die ruinöse Portpatrick Old Parish Church ist mit einem vergleichbaren Turm ausgestattet. Bei dem Turm handelt es sich um das letzte Fragment des vorherigen Kirchengebäudes. Er entstand vermutlich im späten 16. oder frühen 17. Jahrhundert, möglicherweise 1611. Er schließt mit einem schiefergedeckten Kegeldach mit Wetterfahne. An seinem Fuß befindet sich das Eingangsportal. Entlang der Fassaden sind verschiedene schlichte Spitzbogenfenster angeordnet. Das Gebäude schließt mit einem schiefergedeckten Walmdach.

## Gordon Memorial
Auf dem umgebenden Friedhof südlich der Kirche befindet sich das Gordon Memorial. Das klassizistisch gestaltete Denkmal wurde 1757 erschaffen. Es stammt vermutlich von einem autodidaktischen Bildhauer namens Rae und ist Teil der Grablege der Gordons of Greenlaw and Culvennan. Das Bruchsteinbauwerk ist mit rustizierten Ecksteinen gestaltet. Es ist drei Achsen weit, wobei auf jeder Achse eine Gedenkplakette eingelassen ist. Korinthische Säulen flankieren die mittlere Plakette. Sie tragen einen gebrochenen Giebel mit Wappenplatte im Tympanon. Eine Bruchsteinmauer mit weiteren Gedenkplatten fasst das Monument ein.